# Hietajärvi (sjö i Suomussalmi, Kajanaland, Finland)
Hietajärvi eller Iso Hietajärvi är en sjö i Finland. Den ligger i kommunen Suomussalmi i landskapet Kajanaland, i den nordöstra delen av landet, 600 km norr om huvudstaden Helsingfors. Hietajärvi ligger 218,8 meter över havet. Den är 7,95 meter djup. Arean är 1,49 kvadratkilometer och strandlinjen är 12,69 kilometer lång. Sjön  ingår i Uleälvens huvudavrinningsområde. 